# Leichtindustrie

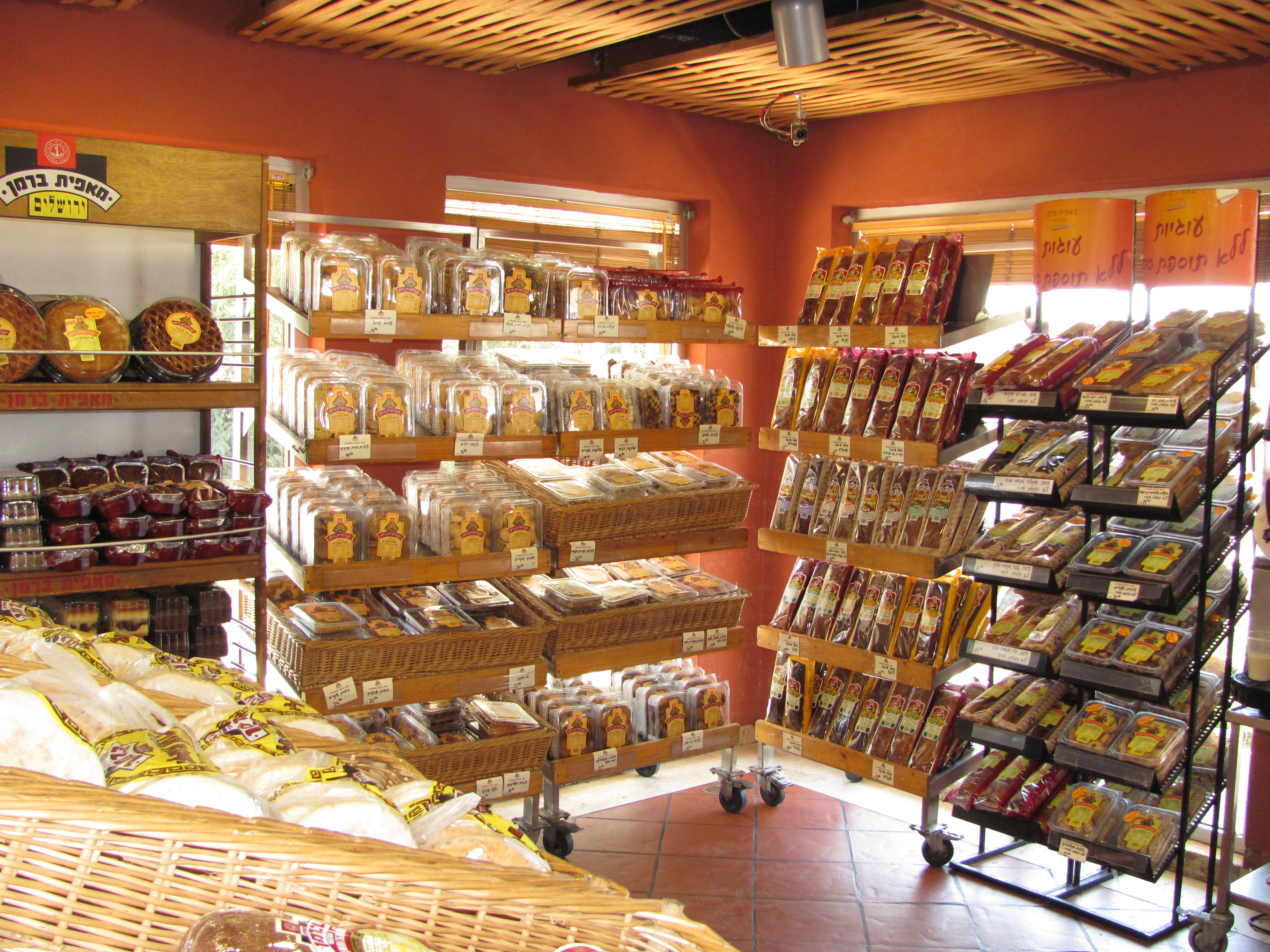
Bäckerei als Beispiel für Leichtindustrie

Der Oberbegriff Leichtindustrie wird hauptsächlich auf die verschiedenen Branchen der Konsumgüterindustrie angewendet und als Gegenbegriff zur Schwerindustrie verstanden.
Nachdem bis Mitte des 20. Jahrhunderts die Schwerindustrie in den Industriestaaten der dominierende Wirtschaftszweig geworden war, verlagerte sich das Schwergewicht der wirtschaftlichen Entwicklung in den Dienstleistungssektor und die Leichtindustrie. Im Zuge der Globalisierung wanderte dann ein Teil des Produktionsvolumens in Niedriglohnländer ab. Zu den Produktsparten, die heute in der Volksrepublik China als weltweit größtem Hersteller von Erzeugnissen der Leichtindustrie einen bedeutenden Anteil haben, gehören z. B. Elektro-Haushaltsgeräte, Kunststoffprodukte, Getränke, Kosmetika und Verpackungen.
Anlagen und Ausrüstungen für die Leichtindustrie erfordern – verglichen mit der Schwerindustrie – erheblich geringere Investitionen. Außerdem benötigen die Fertigungslinien nur verhältnismäßig gering qualifizierte Arbeitskräfte. Wegen der vergleichsweise niedrigen Umweltbelastungen, die von den Produktionsstätten ausgehen, lassen sich Betriebe der Leichtindustrie auch in der Nähe von Wohngebieten ansiedeln.
Ältere Definitionen bezeichnen mit diesem Begriff Industriezweige, die nichtmetallische Rohstoffe verarbeiten, wie zum Beispiel die Textilindustrie, Holzindustrie, Lederwarenindustrie, Papierindustrie, Glasindustrie und keramische Industrie.